# منتخب زيمبابوي لهوكي الحقل للسيدات
منتخب زيمبابوي الوطني لهوكي الحقل للسيدات (بالإنجليزية: Zimbabwe women's national field hockey team)‏، هو ممثل زيمبابوي الرسمي في المنافسات الدولية في هوكي الحقل للسيدات.